# États-Unis du Venezuela
1864–1953
Entités précédentes :
- État de Vénézuela

Entités suivantes :
- République du Venezuela

Les États-Unis du Venezuela (en espagnol : Estados Unidos de Venezuela) est le nom officiel du Venezuela, adopté dans sa constitution de 1864 sous le gouvernement de Juan Crisóstomo Falcón. Il s'agit du deuxième régime politique vénézuélien inclus dans la Quatrième République. Ce nom reste officiel jusqu'en 1953, date à laquelle la Constitution renomme le pays République du Venezuela. En 1999, sous le président nouvellement élu Hugo Chávez et sa modification de la Constitution, le nom officiel du Venezuela devient la République bolivarienne du Venezuela.